# Maria Benedita Bormann
Maria Benedita Câmara Bormann (Porto Alegre, 25 de novembro de 1853 — Rio de Janeiro, 23 de julho de 1895), conhecida pelo pseudônimo Délia, foi uma cronista, romancista, contista e jornalista brasileira.

## Biografia
Maria Benedita nasceu em 1853, em Porto Alegre, filha de Patrício Augusto da Câmara Lima (1808–1892), conferente da Alfândega da Corte, e de Luísa Bormann de Lima (?-1903). Tomou o nome da avó paterna, Maria Benedita Correia da Câmara, filha dos primeiros Viscondes com Grandeza de Pelotas, que foi casada com o general João Hipólito de Lima, Reposteiro da Real Câmara por alvará de 1810. Era sobrinha do Barão de São Nicolau. 
Em 1863, com cerca de dez anos, sua família mudou-se para o Rio de Janeiro e se fixou no centro da cidade, área habitada por comerciantes e pequenos funcionários. O pai de Maria Benedita era funcionário público. A família morou em um sobrado que ainda existe na Rua do Rezende, 48. Aprendeu francês e inglês e foi estudiosa da literatura de seu momento. Pintava, tocava piano e cantava com bela voz de mezzo-soprano. Casou-se em 1872 com seu tio materno, José Bernardino Bormann, escritor e ensaísta que lutou na Guerra do Paraguai e depois foi ministro da Guerra entre 1909 e 1910.
Adotou o pseudônimo Délia em sua carreira literária no final do século XIX. Extremamente talentosa, alegre e irônica, publicou além de crônicas, folhetins e pequenos contos nos principais veículos informativos do Rio de Janeiro, entre 1880 e 1895, entre eles O Sorriso e O Cruzeiro, este último durante um ano. Depois, colaborou com a Gazeta da Tarde, de José do Patrocínio, e a Gazeta de Notícias, de Ferreira Araújo, entre outros.
Colaborou na mesma coluna do jornal O País, alternando com escritores de renome como Coelho Netto, Valentim Magalhães e outros. Foi contemporânea de redação de Aluísio Azevedo, Joaquim Nabuco, Carlos de Laet e da poetisa portuguesa Maria Amália Vaz de Carvalho. Escreveu em estilo refinado e elegante e, para os críticos, foi chocante e erótica.

## Obras
- 1883 Aurélia, romance e novela;
- 1884 Uma Vítima, contos;
- 1890 Lésbia, romance e novela;
- 1890 A estátua de neve, conto
- 1893 Celeste, romance e novela;
- 1894 Angelina, romance e novela